# 2018年天鹅群岛地震
2018年天鹅群岛地震，是2018年1月10日发生于洪都拉斯天鹅群岛东部加勒比海海域的一场地震，震中位于西经83.52度，北纬17.47度，震级为MW 7.6级、MS 7.6级，震源深度约为10千米。本次地震同时是2018年全球首场矩震级7级以上地震。
美国地质调查局指出，本次地震是一场走滑型地震，震中处于开曼海槽天鹅群岛转换断层附近。在此次地震中，洪都拉斯北部地区震感强烈。洪都拉斯全国大部地区在此次地震中皆有明显震感，该国东部和北部的多个省份有房屋受损，但这次地震没有造成人员伤亡的报告。美国国家海啸预警中心一度向加勒比海沿岸部分地区发布海啸提醒，但随后解除。是次地震的海啸较为微弱，在英属开曼群岛的海啸波高最高，潮位比正常水平要高约0.19米。

## 地质背景
北美－加勒比海板块边界从中美洲北部穿越大安的列斯群岛至小安的列斯俯冲带北段，一直延伸约3200千米。科学家通过全球定位系统研究表明，加勒比海板块正以每年18～20±3毫米的速度向东北东方向运动，与北美洲板块相互挤压。研究指，这一方向性意味着从中美洲北部到古巴南部的板块边界均伴有不同程度的扭压作用和扭张作用的走滑运动。
在加勒比海北部的地质和构造背景影响下，在这一地区触发的地震所能够产生的海啸最高可达12米左右，且其影响力更能够延伸至2200千米的范围。自1492年欧洲人到达此地之后，该地区共观测到6次造成人员伤亡的海啸。其中4次都发生在伊斯帕尼奥拉岛至波多黎各岛一线的斜向碰撞构造上，该构造历史上曾发生过大规模地震。加勒比海北部20世纪初至今破坏性最强的地震发生在1946年，震中位于多米尼加共和国北部近海，地震规模为8.1级。在那次地震中美国弗罗里达州的代托纳海滩和新泽西州的大西洋城都监测到了地震所引发的海啸，地震共造成大约1800人死亡。除此之外，由美国NSF主持并于2006年出版的“加勒比海海啸灾害讨论会”论文集中提出，在古海啸遗迹分析中，加勒比海地区全新世以来曾发生过两次历史海啸，一次定位于公元前820至400年，另一次定位于公元后1270至1410年。
发生此次地震的洪都拉斯东部近海位于中美洲北部，濒临太平洋和加勒比海，位于太平洋板块和加勒比板块的交界处，地震频发，每年监测到的大小地震接近百次。除本次地震外，近年该地区附近还曾发生过1980年洪都拉斯地震、2009年洪都拉斯地震和2014年10月尼加拉瓜地震等多次较大地震。

## 震害情况
这场地震发生在协调世界时2018年1月10日2时51分，也即洪都拉斯当地时间9日20时51分。震中位于洪都拉斯东北部的加勒比海海域，震中人口稀少，附近300千米以内仅有约6700名居民。距震中最近的天鹅群岛被洪都拉斯政府列为自然保护区，岛上仅有一个小型海军陆战队基地。地震发生时正是当地的夜晚时间。墨西哥居民罗德里格·安纳亚·罗德里格斯（Rodrigo Anaya Rodriguez）在住宅的吊床上感知到了三次震颤，他描述道，“感觉像是推土机正在驶过，持续时间不长，但晃动非常粗暴。”另有消防员接受采访时表示，洪都拉斯南部地区的一些居民在感受到地震后惊慌地逃离家园。据美联社报道，洪都拉斯全国大部地区在此次地震中均有明显震感。该国加勒比海沿岸的拉塞伊瓦、圣佩德罗苏拉等城市震感强烈。此外，伯利兹、墨西哥等国也传出震感报告。洪都拉斯总统胡安·奥兰多·埃尔南德斯在地震发生当晚呼吁民众保持冷静，并表示“民众遭遇到任何困难和危险都可以通过报警电话及时向政府求助”。
地震发生后，隶属于美国国家气象局的美国国家海啸预警中心向开曼群岛、牙买加、墨西哥、洪都拉斯、古巴、伯利兹、圣安德烈斯岛、哥斯达黎加、巴拿马、尼加拉瓜和危地马拉沿岸发布海啸提醒，指出海啸波高可能在0.3米至1米之间。伯利兹应急管理事务部长埃德蒙·卡斯特罗（Edmond Castro）在当地电台发表讲话，敦促居住在低洼沿海地区和岛屿地区的人们对潜在的波浪威胁保持警惕。中国国家海洋局海啸预警中心发布了2018年首个海啸信息，指出当次地震可能会在震源周围引发局地海啸，但不会对中国沿岸造成影响。日本气象厅指出，地震海啸不会对日本构成威胁。其后，位于开曼群岛的乔治城验潮站观测到最大波高为19厘米的海啸，而嘉莉堡礁验潮站则仅观测到2厘米的微弱海啸波幅。
随后，洪都拉斯突发灾难监测局表示，是次地震没有造成严重的人员伤亡或财产损失。但洪都拉斯东部和北部沿海的科隆省、阿特兰蒂达省、奥兰乔省均有民房出现裂缝。

## 观测研究

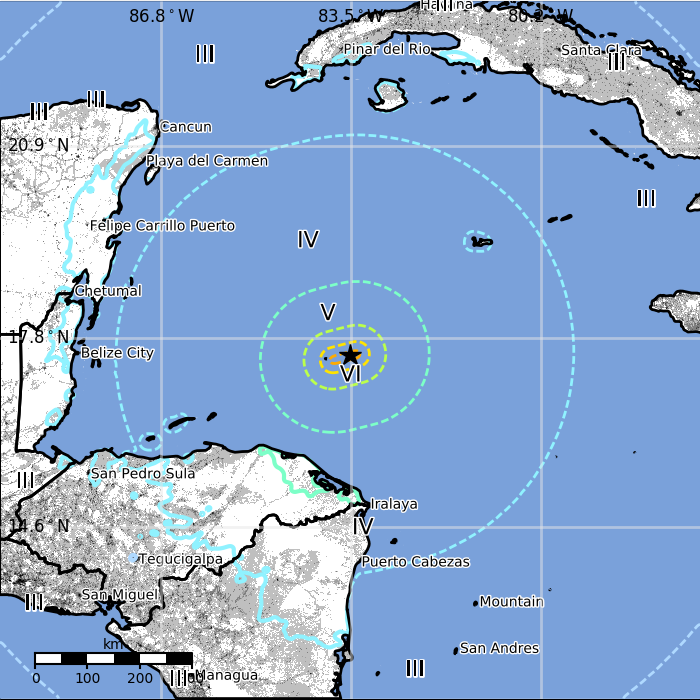
美国地质调查局发布的2018年天鹅群岛地震等震线图。

中国地震台网测定本次地震的规模为面波震级7.6级，震源深度10千米。美国地质调查局最初测定本次地震的规模为矩震级7.8级，稍后则更正为7.6级。该局还表示，这次地震体波震级为6.7级，震源深度为10千米，并测算该次地震的最大烈度为麦加利地震烈度5(V)度。而美国地质调查局就本次地震进行的互联网地震强度调查则接到了最大烈度达麦加利地震烈度8(VIII)度的震感感知报告。德国地球科学研究中心推定指，此次地震规模为矩震级7.5级，震源深度12千米。另据欧洲和地中海地震中心测定，本次地震规模为矩震级7.6级，震源深度15千米，震中附近最大烈度为欧洲宏观地震度量4(IV)度。俄罗斯科学院地球物理研究所的28个地震台站记录到了这场地震，据俄科学院推算称，是次地震的规模达面波震级7.6级、体波震级6.8级，震源深度10千米，最大烈度至多可达梅德韋傑夫·史邦豪雅·卡尼克地震烈度表11(XI)度。日本气象厅于日本时间10日12时发布远震关联消息，推定此次地震的规模为日本气象厅地震规模7.6级。之后，日本气象厅经解析认定，该次地震的规模为矩震级7.5级，震源深度19千米。
本次地震有余震报告，俄罗斯科学院在1月10日凌晨观测到了体波震级4.7级的一场余震。